# Cerrina Monferrato
Cerrina Monferrato là một đô thị ở tỉnh Alessandria trong vùng Piedmont của Italia, có vị trí cách khoảng 40 km về phía đông của Torino và khoảng 40 km về phía tây bắc của Alessandria. Tại thời điểm ngày 31 tháng 12 năm 2004, đô thị này có dân số 1.598 người và diện tích là 17,1 km².
Cerrina Monferrato giáp các đô thị: Castelletto Merli, Gabiano, Mombello Monferrato, Odalengo Grande, Odalengo Piccolo, và Villamiroglio.